# Tennyson (Indiana)
Tennyson è un comune degli Stati Uniti d'America, situato nello Stato dell'Indiana, nella contea di Warrick.